# Isocentris
Isocentris là một chi bướm đêm thuộc họ Crambidae.

## Các loài
- Isocentris charopalis Swinhoe, 1907
- Isocentris filalis (Guenée, 1854)
- Isocentris minimalis Swinhoe, 1906
- Isocentris rubralis Swinhoe, 1906
- Isocentris seychellalis T. B. Fletcher, 1910

## Former species
- Isocentris retinalis (Saalmüller, 1880)
- Isocentris thomealis Viette, 1957